# دیودهای سری ۱ان۴۰۰۱ و ۱ان۵۴۰۰

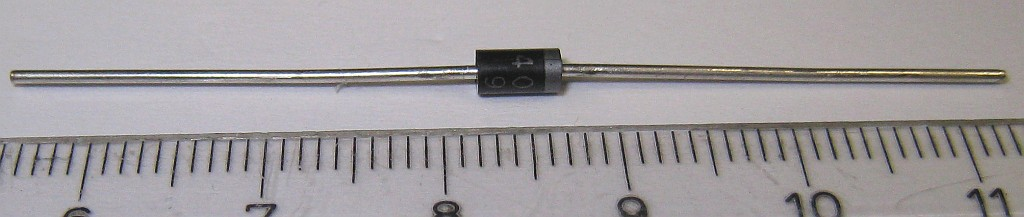
یک دیود 1N4001

سری 1N4001 (یا سری 1N4000) یک خانواده از دیودهای یکسوساز سیلیسیمی ۱A چند منظوره است که به طور معمول در آداپتورهای AC برای کارهای معمول خانگی به کار می‌رود. ولتاژ شکست بین ۵۰ تا ۱۰۰۰ ولت متغیر است. این دیود در بسته پلاستیکی DO-41 ساخته می‌شود.
سری 1N5400 یک سری مشابه و محبوب برای کاربردهایی با جریان‌های بالاتر تا ۳A است. این دیودها در بسته‌های بزرگ‌تر DO-201 ساخته می‌شوند.
فرکانس کاری این دیودها پایین است که برای موج‌های مربعی بیش از ۱۵kHz بی‌کفایت هستند.
| ولتاژ | قطعات ۱A | قطعات ۳A |
| ----- | -------- | -------- |
| ۵۰    | 1N4001   | 1N5400   |
| ۱۰۰   | 1N4002   | 1N5401   |
| ۲۰۰   | 1N4003   | 1N5402   |
| ۳۰۰   | -        | 1N5403   |
| ۴۰۰   | 1N4004   | 1N5404   |
| ۵۰۰   | -        | 1N5405   |
| ۶۰۰   | 1N4005   | 1N5406   |
| ۸۰۰   | 1N4006   | 1N5407   |
| ۱۰۰۰  | 1N4007   | 1N5408   |